# 异毛忍冬
异毛忍冬（学名：Lonicera macrantha var. heterotricha）为忍冬科忍冬属下的一个变种。